# Анри Лафонтен
Вижте пояснителната страница за други личности с името Лафонтен.
Анри Лафонтен (на нидерландски: Henri La Fontaine) е белгийски юрист, библиограф и политик.
Създател, заедно с Пол Отле, през 1905 г. на Универсалната десетична класификация (използвана и днес в библиотеките) и президент на Международното бюро за мир (1907 – 1943). Удостоен с Нобелова награда за мир за 1913 г.

## Биография

### Произход и образование (1854 – 1877)
Роден е на 22 април 1854 година в Брюксел, Белгия, най-големият син в семейството на Алфред Лафонтен, финансов чиновник в белгийското правителство, и Мари Филипс.
След завършване на средното си образование в Брюксел, Лафонтен постъпва в Свободния университет. Завършва през 1877 г. със степен доктор по право и става адвокат в брюкселския апелационен съд.

### Юридическа и педагогическа дейност (1877 – 1889)
Една година по-късно, през 1878 г., юридическата си практика започва да съчетава с педагогическа дейност, заемайки длъжността секретар на Техническото училище за млади жени – експериментално за това време учреждение. Експериментът се оказва толкова успешен, че на негова основа в Белгия се откриват редица подобни училища.
Придобитият опит помага на Лафонтен да вземе участие в основаването на Новия университет – подразделение на Свободния университет. От 1893 до 1940 г. той завежда в Новия университет катедрата по международно право, специализирайки се върху произхода и развитието на световните юридически структури. Лафонтен чете публични лекции по международни отношения и разоръжаване.

### Политическа дейност и научна дейност (1889 – 1921)
През 80-те години Лафонтен се запознава с идеите на английския пацифист Ходжсън Прат, който посещава Белгия през 1883 г. за основаване на белгийския отдел на Асоциацията за мир и международен арбитраж. Вдъхновен от тези идеи, Лафонтен се съгласява да стане генерален секретар на белгийския отдел, който е организиран през 1889 г. Две години по-късно се сближава със социалистите и оттогава започва да се изказва на митинги, в печата и участва в създаването на списание „Справедливост“.
През 1895 г. Лафонтен се кандидатира за сенатските избори и е избран от името на окръг Ено. В продължение на 40 години той заседава в сената, където през 1907 – 1919 г. е секретар, а през 1919 – 1932 г. – вицепрезидент. Лафонтен е поборник за образователна реформа, за осемчасов работен ден и за подобряване на техниката на безопасност на работните места. В съответствие със своите интернационални убеждения се изказва за Лигата на нациите, за създаване на икономически съюз с Люксембург, за разоръжаване и за решаване на международните спорове чрез арбитраж.
През всичките тези години Лафонтен участва активно в движението за мир. Той става приемник на Фредрик Байер на поста председател на Международното бюро за мир през 1907 г. и постъпва в Междупарламентарния съюз (основан през 1888 г. от Уилям Рандъл Кримър и Фредерик Паси). В Междупарламентарния съюз Лафонтен вижда кълновете на световен парламент, който би управлявал мирно всички народи. Лафонтен е председател на юридическия комитет на организацията, заседавайки в комисиите по подготовка на модела за световен парламент и на договора за международен арбитраж.
Убеден в това, че един източник на информация за международните дела ще съдейства за делото на мира, Лафонтен заедно с Пол Отле, основава през 1895 г. Документационната палата в Брюксел. В нейната задача влизат събирането и обработката на публикации по международна политика по целия свят. Като си осигурява подкрепата на белгийското правителство, Палатата започва с разработка на универсална система за класификация, основаваща се на метода на Мелвил Дюи, американски реформатор на библиотечното дело. Започва работа по съставяне на библиография за международни издания по социални въпроси, особено място в нея заема литературата за пацифисткото движение.
Въз основа на Документационната палата се появява Съюзът на международните асоциации, създаден през 1907 г. от Лафонтен и Отле. Съюзът, чийто ръководител Лафонтен е цял живот, издава многобройни инструкции, библиографски описания, документи и справочници, сред които и списанието „Международен живот“ и „Ежегодник на международните организации“. През 1951 г. Съюзът се слива с Организацията на обединените нации.
Освен това Лафонтен служи на делото на мира и като учен и писател. Произведението „Pasicrisie internationale: Historic docurnentaire des arbitrages internationaux: 1794...1900“, публикувано през 1902 г., е документална история на договорите за международен арбитраж в западния свят за 106 години. В книгата „Библиография на мира и международния арбитраж“, издадена две години по-късно, са отразени повече от 2000 заглавия на произведения в тази област.
В книгата „Великото решение: Магнисима харта“, публикувана в Бостън през 1916 г., Лафонтен набелязва принципите, които би трябвало да легнат в основата на международните отношения. Той предлага план за световна конституция, световен парламент, световна банка, единен език и статистически центрове по труда, търговията и други въпроси. Планът за международен съд разработва една година по-рано. Трудовете на Лафонтен, според общото признание, оказват силно влияние върху развитието на някои спомагателни организации на Обществото на народите.
След Първата световна война, въпреки своя песимизъм, Лафонтен се връща в Европа и подновява своите мирни усилия. Той участва в белгийската делегация на Парижката мирна конференция през 1919 г. и на Първата асамблея на Обществото на народите през 1920 – 1921 г. По време на дискусията „трябва ли държавите членки на Обществото на народите да вземат участие в санкциите, въпреки заплаха за сигурността им“, Лафонтен защитава мнението, че всички трябва да изпълняват „свещената задача за справедливост, дори ако се окаже под въпрос тяхното съществуване“

### Следващи години (1921 – 1943)
Лафонтен продължава работата си в Документационната палата и ръководи съвета на Междупарламентарния съюз като член на комитета му по юридическите въпроси. През 1936 г. се отказва от сенатските си задължения, четири години преди Германия да окупира страната му.
Умира на 14 май 1943 година в Брюксел на 89-годишна възраст.

## Личен живот
През юношеските си години публикува сборник стихове, а през 1885 г. преважда част от либретото на Вагнеровата опера „Валкирия“, известно време чете лекции по изкуство. Като страстен алпинист пише много за този спорт и е председател на Алпийския клуб в Белгия.
Човек с широки възгледи, Лафонтен защитава равноправието на жените, между което и да могат да придобиват юридическа специалност, председател е и на Асоциацията за професионалното образование на жените.
През 1903 г. се жени за Матилде Лест.